# 宗尊親王
宗尊親王（むねたかしんのう）は、鎌倉幕府6代将軍（在任：1252年 - 1266年）皇族で初めての征夷大将軍である。後嵯峨天皇の第一皇子。

## 生涯
5代将軍の藤原頼嗣が京に送還された後の建長4年（1252年）4月に11歳で鎌倉に迎えられ、異母弟の後深草天皇より征夷大将軍の宣下を受ける。
親王は後嵯峨天皇の事実上の長子であり、父から寵愛されてその育ての親ともいえる承明門院の下で育てられ、寛元2年（1244年）には既に久仁親王（後の後深草天皇）が誕生していたにもかかわらず親王宣下を受け、同5年（1247年）には式乾門院の猶子とされる。その翌年には式乾門院の姪である室町院とも猶子関係を結ぶ。寛元7年（1249年）、式乾門院は後高倉院から継承した膨大な荘園群を姪の室町院に一期分として譲り、宗尊を未来領主に指定した。式乾門院・室町院にはその所領を継承させる子孫がおらず、2人が死去した場合にはその荘園は全て宗尊のものになる予定とされた。更に後嵯峨天皇は宣陽門院に対しても親王を猶子として長講堂領を譲るように求めたが、それは拒否されている（最終的には両者の妥協として後深草天皇に譲られることになった）。その一方で、母方の身分が低いために皇位継承の望みは絶望的であり、後嵯峨天皇は親王の将来を危惧していた（ただし、後深草天皇誕生以前は最も有力な皇位継承権者で、その後も万一の事態に備えて出家をさせずに置かれている）。また、当時の京都では後嵯峨天皇の即位を認めない順徳上皇系の人々（生母の修明門院や正妃であった東一条院、皇子である忠成王・善統親王）の動きがあり、彼らに対抗する意味でも複数の親王を必要とされていたとする説もある。一方、将軍家と摂関家の両方を支配する九条道家（頼嗣の祖父・東一条院の実弟）による幕府政治への介入に危機感を抱いていた執権北条時頼も、九条家を政界から排除したいという考えを持っていた。ここにおいて天皇と時頼の思惑が一致したため、「皇族将軍」誕生の運びとなったのである。宗尊親王が鎌倉に下る際には近衛左中将藤原隆茂、式乾門院蔵人重房、左近大夫石川新兵衛源宗忠の3人の近侍が随行したとされている。
当時の幕府は既に北条氏による専制体制を整えていたため将軍には何ら権限は無かった。そのため和歌の創作に打ち込むようになり、歌会を何度も行った。その結果、鎌倉における武家を中心とする歌壇が隆盛を極め、後藤基政・島津忠景ら御家人出身の有能な歌人が輩出された。鎌倉歌壇は『続古今集』の撰者の人選にも影響を及ぼし、親王自身も同集の最多入選歌人となっている。代表的な歌集に『柳葉和歌集』、『瓊玉和歌集』、『初心愚草』がある。
弘長3年（1263年）6月に宗尊親王が征夷大将軍として上洛することが発表され、8月9日には供奉する御家人の名簿と10月3日に鎌倉を出発する日程まで発表されていたが、25日は上洛が一転中止された。公式には災害を理由とするが、御家人の経済的負担の大きさが一番の理由とみられる。更に深読みをして前執権北条時頼の健康悪化（11月22日死去）や鎌倉にいた土御門顕方（権大納言で後嵯峨院の外戚）が皇位継承の可能性が残されていた宗尊親王を唆して京都で政変を画策していたことが発覚したからだとする説まである。
文永2年（1265年）9月、一品親王に叙されて、中務卿に任命されている。これは、後深草上皇・亀山天皇と共に後嵯峨上皇を支える皇族として認識されていたことの反映とみられる。
25歳となった文永3年（1266年）3月に宗尊親王の内々の使者として藤原親家が上洛。6月5日、親家が京から戻るが、後嵯峨上皇から宗尊へ正室近衛宰子に関する内々の諷諫を伝えている。19日には幕府の使者として諏訪盛経が上洛。20日には北条政村（執権）・時宗（連署・得宗）・実時・安達泰盛による「深秘の御沙汰」が行われ、同日に幕府護持僧の松殿僧正良基が何らかの理由で御所を退出し逐電している。23日には宰子と娘の掄子女王がにわかに時宗の山内殿に入り、嗣子の惟康王が時宗邸に入っている。この理由のわからぬ騒動で御家人たちが鎌倉に馳せ集まり、7月4日になると名越流北条氏の北条教時が武装した軍勢を率いて示威行動を行い、時宗はそれを制止してその軽率さを叱責した。同日、宗尊親王は女房輿で北条時盛邸に移り、8日に京へ送還された。
宗尊親王が将軍を解任され京へ送還されるに至ったくわしい事情は不明だが、宰子と良基の密通事件を口実に宗尊親王に謀叛の嫌疑がかけられ、将軍の解任と京への送還が決定されたとする見方もある。また宗尊が宰子を離縁するような強硬な措置を取ろうとして父の後嵯峨上皇に相談したが後嵯峨はそれを好まず、幕府にとっても宗尊の行動は執権・連署との相談なしの独走であったため宗尊は孤立してしまったのではないかとする推測もある。
宗尊親王は20日に入京して北条時茂の六波羅邸に入り、宗尊の送還を知った両親は義絶を宣言する（『外記日記』『五代帝王物語』）。24日、鎌倉で惟康王が次の将軍に就いた。10月、宗尊は承明門院旧邸に移る。後嵯峨上皇による義絶を知った幕府は11月に武藤景頼を派遣して後嵯峨に取り成した上で、宰子と掄子を京に送還し、宗尊の今後の生活のために所領5か所を献上するなど、これ以上罪を問うことはないことを明確にした。宗尊は12月にようやく父後嵯峨上皇と対面している。
文永4年（1267年）9月4日に宰子は出家。文永7年（1270年）には宗尊の妻妾である堀川具教の娘が次男早田宮真覚を出産している。文永9年（1272年）2月、二月騒動で側近の中御門実隆が拘束された。その直後に父の後嵯峨法皇の崩御に伴うため出家。法名は覚恵、または行証（行勝）。また同年、堀川具教の娘が次女瑞子女王を出産している。
文永11年（1274年）に33歳で死去。

## 宗尊親王真跡とされるもの
- 有栖川切
- 催馬楽切
- 古今集切
- 神楽歌切

などがあり、これ以外にも宗尊親王真跡とされるものは数多くあるが、その多くは、親王が愛玩あるいは愛好した平安時代の名筆と思われるものが多く含まれ、宗尊親王真跡であるか不明であるものが多いとされる。しかし名筆家であるという評価は揺るがない。

## 官歴
※日付＝旧暦
- 寛元2年（1244年） 1月28日：立親王。
- 建長4年（1252年） 1月8日：元服。三品に叙せらる。4月1日：征夷大将軍宣下。
- 文永2年（1265年） 9月17日：一品に昇叙し、中務卿に任官。
- 文永3年（1266年） 7月20日：征夷大将軍辞職。

宗尊親王への将軍宣下を記した宣旨「吾妻鏡」
```
三品　宗尊親王
右被左大臣宣偁件親王宜爲征夷大將軍
建長四年四月一日　大外記中原朝臣師兼奉
```

　（訓読文）
```
三品　宗尊親王
右、左大臣（
鷹司兼平
）の宣を被るに偁（い）はく、件（くだん）の親王、宜しく征夷大将軍に為すべし
建長4年4月1日　大外記中原朝臣師兼（
押小路師兼
）奉（うけたまは）る
```

## 将軍在職時の執権
- 北条時頼（時氏の子。得宗、5代執権。子の時宗には偏諱を与えた。）
- 北条長時（重時の子。6代執権。）
- 北条政村（義時の子。7代執権。）

※烏帽子子の北条時宗が執権（8代執権）となったのは宗尊親王が将軍職を辞して2年後の文永5年（1268年）である。

## 系譜
- 父：後嵯峨天皇
- 母：平棟子（平棟基の娘）
- 正室：近衛宰子
  - 男子：惟康親王（1264-1326）
  - 女子：掄子女王（1265-?） - 准三后、後宇多天皇後宮
- 妻：堀川具教の娘
  - 男子：早田宮真覚
  - 女子：瑞子女王（永嘉門院）（1272-1329） - 亀山天皇養女、後宇多天皇後宮

真覚には植田宮、源宗治、弘徽殿の西台（塩冶高貞の妻）の3子がおり、植田宮には孫の水上王が、水上王には長男と次男の玉岫英種がいたことが知られている。

## 偏諱を与えた人物
- 北条時宗[13]
- 北条義宗[注釈 4]
- 結城宗重（大内宗重）[注釈 5]